# Buprestis maculipennis
Buprestis maculipennis är en skalbaggsart som beskrevs av Hippolyte Louis Gory 1840. Buprestis maculipennis ingår i släktet Buprestis och familjen praktbaggar. Inga underarter finns listade i Catalogue of Life.